# Crinifer
Crinifer és un gènere d'ocells de la família dels musofàgids (Musophagidae) que té l'àrea de distribució restringida a Àfrica

## Taxonomia
El gènere va ser erigit pel zoòleg polonès Feliks Pawe the Jarocki el 1821 amb el turac gris occidental (Crinifer piscator) com a espècie tipus. El nom combina el llatí «crinis» que significa "pel" i «-fer» que significa "portant".
Actualment aquest gènere conté cinc espècies:
- Turac gris occidental (Crinifer piscator).
- Turac gris oriental (Crinifer zonurus).
- Turac emmascarat (Crinifer personatus).
- Turac unicolor (Crinifer concolor).
- Turac ventreblanc (Crinife leucogaster).

L'any 2021, les tres últimes es van moure de Corythaixoides a rel de les últimes investigacions basades en estudis de la seqüència mitocondrial i de l'ADN